# Fragile Löffelmuschel
Die Fragile Löffelmuschel (Cochlodesma praetenue) ist eine Muschelart aus der Familie der Löffelmuscheln (Periplomatidae). Sie kommt im Nordatlantik vor.

## Merkmale
Das ungleichklappige Gehäuse erreicht eine Länge bis zu 38 Millimetern. Die rechte Klappe ist stärker gewölbt und etwas größer. Es ist ungleichseitig, die einwärts opisthogyren Wirbel sitzen hinter der Mittellinie bezogen auf die Gehäuselänge. Es ist im Umriss eiförmig. Das Verhältnis der Breite zur Länge beträgt etwa 1 zu 1,4 bis 1,5. Der vordere Dorsalrand ist länger als der hintere Dorsalrand, und setzt auch deutlich höher an. Der vordere Dorsalrand ist deutlich konvex gerundet und geht ohne merkliche Kante oder Knick in den breit gerundeten Vorderrand über. Der hintere Dorsalrand ist gerade, der Übergang zum leicht konvex gebogenen, etwas abgestutzt wirkenden Hinterrand ist schwach gewinkelt. Der Hinterrand geht ebenfalls schwach gewinkelt in den weit gerundeten Ventralrand über. Das Gehäuse klafft am Hinterende etwas. 
Das externe Ligament ist ein dünnes Band vor und hinter den Wirbeln. Das intern liegende Ligament sitzt auf einem löffelartig vorspringenden Fortsatz. Das Schloss ist zahnlos. Die Mantellinie ist eingebuchtet, die Bucht erreicht in etwa den Bereich unterhalb der Wirbel. Der ventrale Teil der Mantelbucht fällt nicht mit dem Mantelrand zusammen. Der vordere Schließmuskel ist kleiner als der hintere Schließmuskel. Der Weichkörper ist weißlich. Der Fuß ist zungenförmig. 
Die weißliche Schale ist dünn und zerbrechlich (fragil), worauf der Trivialname Fragile Löffelmuschel verweist. Die Ornamentierung besteht aus feinen, in konzentrischen Linien angeordneten Grübchen. Die Körnelung ist am Hinterende etwas gröber. Der Innenrand des Gehäuses ist glatt. Das sehr dünne Periostracum ist beige bis cremefarben; es ist meist auf das Hinterende beschränkt bis zu einer Linie, die vom Wirbel bis zum Übergang des Hinterendes zum Ventralrand führt. Ansonsten ist es fast komplett abgerieben. Im Wirbel befindet sich ein kleiner Riss, der etwa senkrecht zur Gehäuselänge steht und über eine kurze Distanz zum unteren Hinterende führt. 

### Ähnliche Arten
Die Fragile Löffelmuschel unterscheidet sich durch das nur andeutungsweise abgestutzt wirkende Hinterende und den Schlitz im Wirbel von der Weißen Bohne (Thracia phaseolina).

## Geographische Verbreitung und Lebensraum
Die Art ist von Island und Nordnorwegen bis zum Mittelmeer verbreitet. Sie kommt auch in der südlichen Nordsee und der westlichen Ostsee vor. Sie lebt in schlickigen Sand, Sand bis sandigen Feinkies ab etwa sieben Meter bis 100 Meter Wassertiefe. Das Tier liegt auf einer Seite bzw. Klappe und flach eingegraben im Sediment. Der Einströmsipho führt zur Sedimentoberfläche, der Ausströmsipho jedoch waagrecht in das Sediment hinein. 

## Taxonomie
Die Art wurde von Richard Pulteney als Chama praetenuis erstmals beschrieben. Die Art wird in der älteren Literatur auch zur Gattung Bontaea Brown, 1844 gestellt. Die Gattung Bontaea Brown, 1844 ist ein jüngeres, subjektives Synonym von Cochlodesma Couthouy, 1839; Bontaea beruht auf Chama praetenuis Pulteney, 1799.

## Belege

### Online
- Marine Bivalve Shells of the British Isles: Cochlodesma praetenue (Pulteney, 1799) (Website des National Museum Wales, Department of Natural Sciences, Cardiff)
- Marine Species Identification Portal: Cochlodesma praetenue (Pulteney, 1799)